# Peter Ambrose
Peter Ambrose (* 10. Juni 2002) ist ein nigerianischer Fußballspieler, der beim FC Aberdeen in der Scottish Premiership unter Vertrag steht.

## Karriere
Peter Ambrose begann seine Fußballkarriere in seiner Heimat Nigeria bei der Optimum Academy in der Hauptstadt Abuja. Im Jahr 2011 wechselte Ambrose in die U19 des türkischen Vereins Balıkesirspor. Am 16. Januar 2022 gab Ambrose sein Profidebüt für den Verein in der zweiten Liga gegen Samsunspor, als er bei der 0:2-Niederlage in der Startelf stand. Bei seinem dritten Einsatz gegen Ankara Keçiörengücü erzielte er sein erstes Tor. Ambrose absolvierte in der Rückrunde der Saison 2021/22 insgesamt 12 Ligaspiele und traf einmal. Balıkesirspor stieg als Tabellenletzter ab, woraufhin Ambrose den Verein verließ. Bis in den November 2022 war der Mittelstürmer vereinslos, bevor er zum ungarischen Erstligisten Újpest Budapest kam. Nach seinem Debüt im Trikot von Újpest gegen Zalaegerszegi am 5. November 2022 erzielte Ambrose in seinem zweiten Spiel sechs Tage später ein Tor bei einer 1:3-Niederlage gegen den Paksi FC. In seiner ersten Saison in Ungarn kam er auf 14 Spiele und ein Tor. In der zweiten Spielzeit bei Újpest war er unter dem serbischen Trainer Nebojša Vignjević Stammspieler im Sturm des Hauptstadtklubs. Dabei gelangen ihm in 31 Ligaspielen 9 Tore, womit er hinter Matija Ljujić zweitbester Torschütze der Mannschaft war. Im Juni 2022 wechselte der 22-Jährige zum schottischen Erstligisten FC Aberdeen. Sein erstes Tor für den Verein erzielte er, nachdem er beim 6:0-Sieg im schottischen Ligapokal über den FC Dumbarton eingewechselt wurde.